# هنوشتا

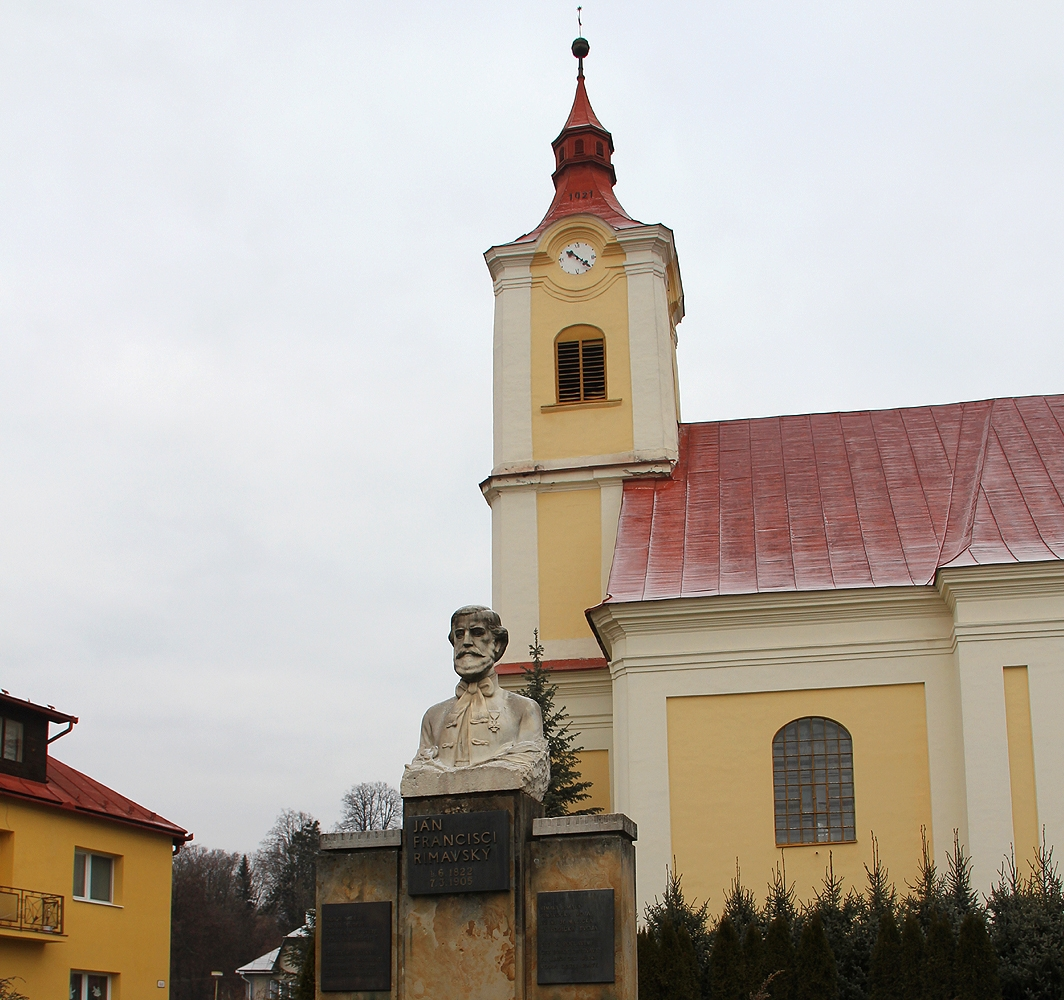

هنوشتا مدينة في جنوب سلوفاكيا ضمن منطقة ريمافسكا سوبوتا وتتبع أقليم بانسكا بيستريتسا.

## أعلام
- فلاديمير هريفناك

## وصلات خارجية
- الموقع الرسمي لمدينة هنوشتا